# Bréhan
Bréhan är en kommun i departementet Morbihan i regionen Bretagne i nordvästra Frankrike. Kommunen ligger i kantonen Rohan som tillhör arrondissementet Pontivy. År 2022 hade Bréhan 2 298 invånare.

## Befolkningsutveckling
Antalet invånare i kommunen Bréhan
| Referens: INSEE |